# 曲籽芋
曲籽芋（学名：Cyrtosperma merkusii）是天南星科曲籽芋属的植物。分布于马来半岛以及中国大陆的广东、海南等地，多生长在沼泽地及浅水中，目前少量引種栽培，新加坡裕華園用於水塘造景。